# World Games 2022/Wasserski
Bei den World Games 2022 in Birmingham, Alabama, fanden vom 14. bis 16. Juli insgesamt acht Wettbewerbe im Wasserski statt, jeweils vier bei den Männern und bei den Frauen. Austragungsort war der Oak Mountain State Park.

## Bilanz

### Medaillenspiegel
| Platz  | Land               | Gold | Silber | Bronze | Gesamt |
| ------ | ------------------ | ---- | ------ | ------ | ------ |
| 1      | Vereinigte Staaten | 4    | 2      | 1      | 7      |
| 2      | Kanada             | 1    | 2      | 1      | 4      |
| 3      | Ukraine            | 1    | 1      | —      | 2      |
| 4      | Australien         | 1    | —      | —      | 1      |
| 4      | Japan              | 1    | —      | —      | 1      |
| 6      | Italien            | —    | 2      | —      | 2      |
| 7      | Argentinien        | —    | 1      | 1      | 2      |
| 8      | Frankreich         | —    | —      | 2      | 2      |
| 9      | Chile              | —    | —      | 1      | 1      |
| 9      | Deutschland        | —    | —      | 1      | 1      |
| 9      | Malaysia           | —    | —      | 1      | 1      |
| Gesamt | Gesamt             | 8    | 8      | 8      | 24     |

### Medaillengewinner
Männer
| Disziplin | Gold                     | Silber                   | Bronze               |
| --------- | ------------------------ | ------------------------ | -------------------- |
| Tricks    | Adam Pickos (USA)        | Danylo Filtschenko (UKR) | Pierre Ballon (FRA)  |
| Slalom    | Nate Smith (USA)         | Brando Caruso (ITA)      | Cole McCormick (CAN) |
| Sprung    | Danylo Filtschenko (UKR) | Taylor Garcia (USA)      | Tobías Giorgis (ARG) |
| Wakeboard | Nic Rapa (AUS)           | Stefano Comollo (ITA)    | Maxime Roux (FRA)    |

Frauen
| Disziplin | Gold                   | Silber                 | Bronze                      |
| --------- | ---------------------- | ---------------------- | --------------------------- |
| Tricks    | Neilly Ross (CAN)      | Anna Gay (USA)         | Aaliyah Yoong Hanifah (MAS) |
| Slalom    | Regina Jaquess (USA)   | Jaimee Bull (CAN)      | Geena Krüger (GER)          |
| Sprung    | Lauren Morgan (USA)    | Taryn Grant (CAN)      | Valentina González (CHI)    |
| Wakeboard | Hinata Yoshihara (JPN) | Eugenia De Armas (ARG) | Taylor McCullough (USA)     |